# Closterkeller
Closterkeller – polski zespół muzyczny założony 1 stycznia 1988 roku w Warszawie z inicjatywy Przemysława Guryna, Jacka Skiruchy i Anji Orthodox.
Cechą charakterystyczną zespołu jest m.in. maniera wokalna Anji Orthodox, która dała wzorzec do naśladowania dla wielu innych formacji. Teksty piosenek zespołu cechuje mroczna i pełna metafor poezja śpiewana, co stało się jednym z największych atutów twórczości grupy. Metalowe brzmienie zauważalne jest m.in. na albumach: Violet, Scarlet, Cyan, Nero, Aurum, Viridian. Orthodox określiła w wywiadzie dla tygodnika „Angora”, że brzmienie zespołu należy definiować przede wszystkim jako rock gotycki, ale również bardziej eklektyczną muzykę – od ballad po heavy metal. Przełomowym dla zespołu był album Violet, który znalazł się w dziesiątce najpopularniejszych płyt w Polsce w 1993 według magazynu branżowego „Tylko Rock”.

## Muzycy
Obecny skład zespołu
- Anja Orthodox – śpiew (od 1988)
- Michał „Rollo” Rollinger – instrumenty klawiszowe (od 1991)
- Adam Najman – perkusja (od 2014)
- Krzysztof Najman – gitara basowa (1992–1999, 2006–2014, od 2021)

Byli członkowie zespołu
- Grzegorz Tomczyk – perkusja (1988–1989)
- Przemysław Guryn (zmarły[18]) – instrumenty klawiszowe (1988–1991)
- Jacek Skirucha – gitara (1988–1992)
- Tomasz „Wolfgang” Grochowalski – gitara basowa (1988–1992)
- Andrzej „Szczota” Szymańczak (zmarły) – perkusja (1990)
- Piotr Bieńkowski – perkusja (1989–1990)
- Marcin „Freddie” Mentel – gitara (1999–2006)
- Paweł Pieczyński – gitara (1992–1999)
- Robert Ochnio – gitara (1991-1992)
- Marcin „Pucek” Płuciennik – gitara basowa (1999–2006)
- Piotr „Pawłoś” Pawłowski – perkusja (1992–1997)
- Dariusz Boral – instrumenty klawiszowe (1995–1996)
- Tomasz „Mechu” Wojciechowski – instrumenty klawiszowe, gitara (1996–1998)
- Andrzej Kaczyński – gitara basowa (1999)
- Peter Guellard – gitara basowa (1999)
- Tomasz Kasprzycki – gitara (1991)
- Mikis Cupas – gitara (1991)
- Jarosław Kidawa – gitara (1991)
- Zbigniew Kumorowski – perkusja (1990–1991)
- Krzysztof Dominik – perkusja (1989)
- Janusz Jastrzębowski – perkusja (2006–2011)
- Gerard „Gero” Klawe – perkusja (1997–2006, 2011–2013)
- Robert „Qba” Kubajek – perkusja (2013–2014)
- Zuzanna „ZuZa” Jaśkowiak – gitara (2014–2015)
- Mariusz Kumala – gitara (2006–2013, 2015–2016)
- Aleksander „Olek” Gruszka – gitara basowa (2014–2021)
- Michał Jarominek – gitara (2016-2025)

Oś czasu

## Historia

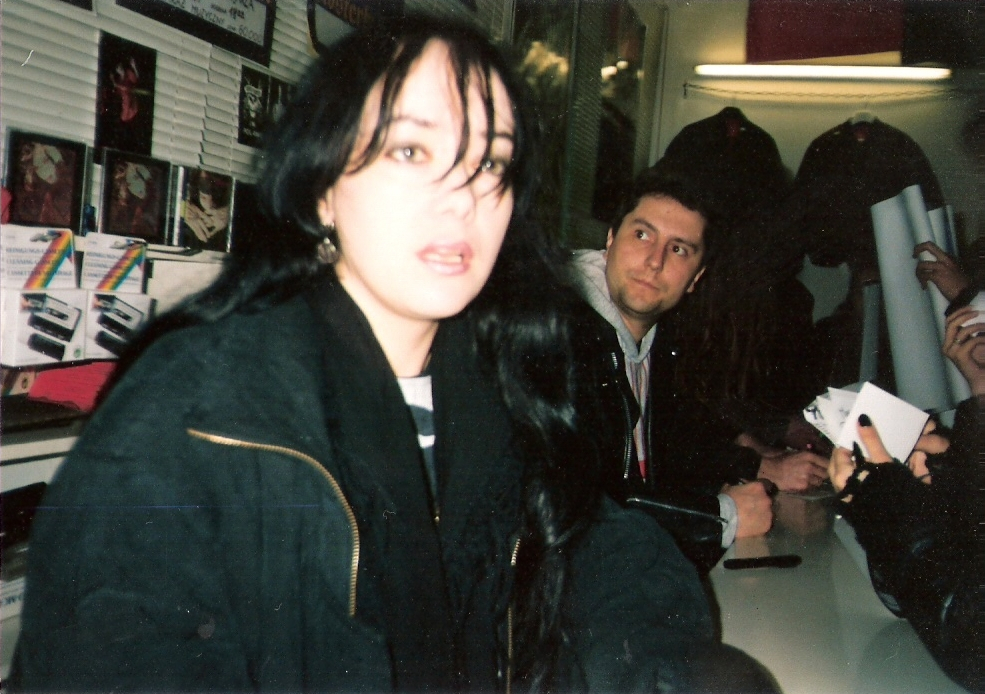
Anja Orthodox i Michał Rollinger w trakcie spotkania z fanami w 1994

Początki grupy datuje się na styczeń 1988 roku kiedy to z inicjatywy Przemysława Guryna (instrumenty klawiszowe), Jacka Skiruchy (gitara elektryczna), Tomasza Grochowalskiego (gitara basowa) i Anji Orthodox (śpiew), powstał Closterkeller. Nazwa grupy inicjowana przez ich kolegę Zbigniewa Bieniaka pochodziła od nazwy marki wina Klosterkeller (zmiana pierwszej litery z K na C tłumaczona jest chęcią pojawiania się wyżej we wszelkiego rodzaju listach i zestawieniach), a wybrana została spośród takich propozycji, jak Nome Della Rosa, Messalina czy Chinchilla.
Wkrótce do zespołu dołączył Grzegorz Tomczyk (perkusja), w składzie z którym zespół przystąpił do prac nad własnymi kompozycjami. Pierwsze próby zespołu odbywały się w Domu Kultury w Radości pod Warszawą oraz w D.K. w Józefowie, by miesiąc później grupa mogła wystąpić na przeglądzie młodych zespołów w Domu Kultury „Kamionek” w Warszawie.
Po porzuceniu gry na perkusji przez Tomczyka do grupy dołączył Krzysztof Dominik (grający wcześniej m.in. w zespołach Madame i Maanam). Już z nowym perkusistą zespół wygrał przegląd Ochota '88. Wtedy już próby grupy odbywały się w szkole przy ul. Astronautów pod opieką Krzysztofa Rudnika, dzięki któremu powstał cykl kolorów w tytułach płyt, odkąd po zaprezentowaniu mu nowej kompozycji zespołu wykrzyknął: „To mi się mocno kojarzy z dokonaniami Deep Purple!”. Równolegle grupę porzucił Krzysztof Dominik, którego zastąpił znany jako „Peterek” Piotr Bieńkowski. Nowym miejscem prób zespołu została sala nr 14 w warszawskim klubie Hybrydy.
W 1989 roku Closterkeller realizował się już jako znany w okolicznym środowisku muzycznym zespół wygrywając kolejno: Mokotowską Jesień, Rock Pokoju w Hali Gwardii w Warszawie (gdzie w zastępstwie Tomasza Grochowalskiego na gitarze basowej zagrał Marcin Ciempiel – muzyk znany z występów w grupie Tilt), Rock Pod Chełmcem, Odjazdy oraz festiwal Jarocin.
Sukcesy na tle artystycznym nie oszczędziły samej grupy, w wyniku konfliktów odszedł „Peterek”, w którego miejsce powrócił Andrzej Szymańczak. Niedługo przed ukazaniem się debiutanckiego albumu zrealizowane zostały dwa teledyski do utworów „Purple” i „Maska” wykonane na zlecenie programu telewizyjnego Luz. W tym czasie Orthodox wspierała wokalnie pokrewną stylistycznie grupę Pornografia dla której zrealizowała partie śpiewu na jej pierwszy album pt. Pornografia.
Niedługo potem, w 1990 roku, ukazała się debiutancka płyta grupy Closterkeller pt. Purple. Zrealizowany w Izabelin Studio album był jednym z pierwszych wydawnictw na płycie CD w Polsce. Purple promowany był podczas koncertów m.in. ponownie na festiwalu Odjazdy, Jarocin oraz festiwalu w Sopocie (z utworami Purple i Maska). W tym czasie próby zespołu odbywały się w warszawskim klubie Medyków. W 1991 roku z grupy ponownie odszedł Andrzej Szymańczak którego zastąpił Piotr Pawłowski, ponadto odszedł Przemysław Guryn, który wyemigrował do USA. W jego miejsce pojawił się Michał Rollinger.
W nowym składzie grupa przystąpiła do prac nad realizacją kolejnego albumu, mimo powtórzenia nagrań i zmian w aranżacjach w 1992 roku ukazał się Blue, z liderem grupy Tubylcy Betonu gitarzystą Robertem Ochnio w roli drugiego gitarzysty oraz gościnnym udziałem Igora Czerniawskiego (instrumenty klawiszowe) i Zbigniewa Bieniaka (śpiew). Płyta ukazała się nakładem wytwórni SPV Poland. W wyniku błędu płyta CD ukazała się tylko w wersji angielskiej, a w polskiej jedynie na kasecie magnetofonowej. Po nagraniu płyty, z grupy odeszli gitarzyści Robert Ochnio i Jacek Skichura.
Tymczasem z kilkuletniego pobytu z Belgii powrócił współpracujący poprzednio z grupą Paweł Pieczyński. Z Pieczyńskim w składzie zespół wystąpił na Stadionie Dziesięciolecia. Niedługo potem z zespołu odszedł Grochowalski, którego zastąpił znany ze współpracy z grupami Charon, Blitzkrieg, Jezabel Jazz basista Krzysztof Najman. Na początku 1993 roku wydany został minialbum pt. Agnieszka, będący kompilacją nagrań polskojęzycznych z Blue oraz nowych kompozycji, zrealizowanych w odświeżonym składzie. Do tytułowego utworu „Agnieszka” powstał teledysk, za którego scenariusz Orthodox otrzymała główną nagrodę na Festiwalu Polskich Wideoklipów w Sopocie. Tego samego roku Krzysztof Najman i Anja Orthodox wzięli ślub. Kolejnym album grupy pt. Violet ukazał się w rok później wydany przez firmę Izabelin przekształconą później w PolyGram Polska, z którą zespół podpisał kontrakt. Wydawnictwo było promowane podczas koncertów w Żarnowcu, Sopocie, Jarocinie, Katowicach wraz z grupą Cocteau Twins i innymi. Zespół wystąpił także po raz drugi na festiwalu w Sopocie (z piosenką Babeluu).
Premiera kolejnego, nawiązującego czasem stylistycznie do muzyki heavymetalowej, albumu zatytułowanego Scarlet przypadła na początek roku 1995. Do utworów „Scarlet” i „Owoce wschodu” zrealizowano promujące teledyski, odbyła się również trasa koncertowa. Utwory Scarlett oraz Owoce wschodu pojawiły się na krajowych listach przebojów a płyta uzyskała status złotej płyty. Wkrótce z przyczyn zdrowotnych z grupy odszedł Michał Rollinger. Zastąpił go znany z występów w grupie Mordor instrumentalista Dariusz Boral, a następnie Tomasz „Mechu” Wojciechowski. Obaj muzycy wystąpili na kolejnym wydawnictwie grupy jednak jako jej goście, a nie członkowie.
W kwietniu 1996 roku ukazał się odmienny od poprzednich, zawierający wpływy muzyki elektronicznej, album pt. Cyan. Zróżnicowane teksty traktowały o uczuciach, przemijaniu i polityce. Uznanie w oczach słuchaczy i krytyki zdobył utwór „Władza” (zajmujący szczyty list przebojów w kraju, uważany za największy przebój zespołu), do którego nakręcono również bardzo sugestywny teledysk. Na płycie jako dodatek ukazała się również prezentacja multimedialna, zawierając m.in. teledyski, wywiady i biografię grupy. Warto nadmienić, że była to pierwsza w Polsce płyta wydana z dodatkową scieżką multimedialną.
W 1997 roku grupa zarejestrowała koncertowy album pt. Koncert '97 zawierający fragmenty występów grupy w Rzeszowie i Lublinie. Po tym wydawnictwie z zespołu odszedł Wojciechowski, na którego miejsce powrócił Michał Rollinger. Niedługo potem z zespołem rozstał się również Pawłowski, którego zastąpił pochodzący z Łodzi znany z grup Rezerwat i Hedone perkusista Gerard Klawe. W roku 1998 zespół rozwiązał kontrakt z firmą PolyGram. Zespół wziął również udział w festiwalu Castle Party w Bolkowie, gdzie odbył się jubileuszowy koncert z okazji dziesięciolecia zespołu. W tym czasie powstał kolejny, ostatni z Najmanem i Pieczyńskim, album grupy zatytułowany Graphite. Ukazał się on 26 kwietnia 1999, wydany przez firmę Metal Mind Productions w edycjach DG CD wraz z teledyskami do utworów „Na krawędzi” i „Czas komety”.
W zastępstwie Najmana początkowo do grupy dołączył Peter Guellard, kolejno Andrzej Kaczyński i Marcin Płuciennik. Pieczyńskiego zastąpił natomiast instrumentalista Marcin Mentel. W 1999 firma Metal Mind wydała również reedycje wszystkich studyjnych płyt zespołu (z wyłączeniem Koncertu '97 i Agnieszki). Jeszcze z Pieczyńskim w składzie 16 września 1999 roku w studio Programu III Polskiego Radia im. A. Osieckiej zespół zarejestrował akustyczny koncert, wydany w 2000 roku na płycie pt. Fin de siècle. Pod koniec 2000 roku ukazała się kompilacja nagrań grupy pt. Pastel zawierająca dwie płyty CD zatytułowane „Past” i „El” zawierająca pliki mp3, prezentację multimedialną wraz ze zdjęciami oraz materiałem video.

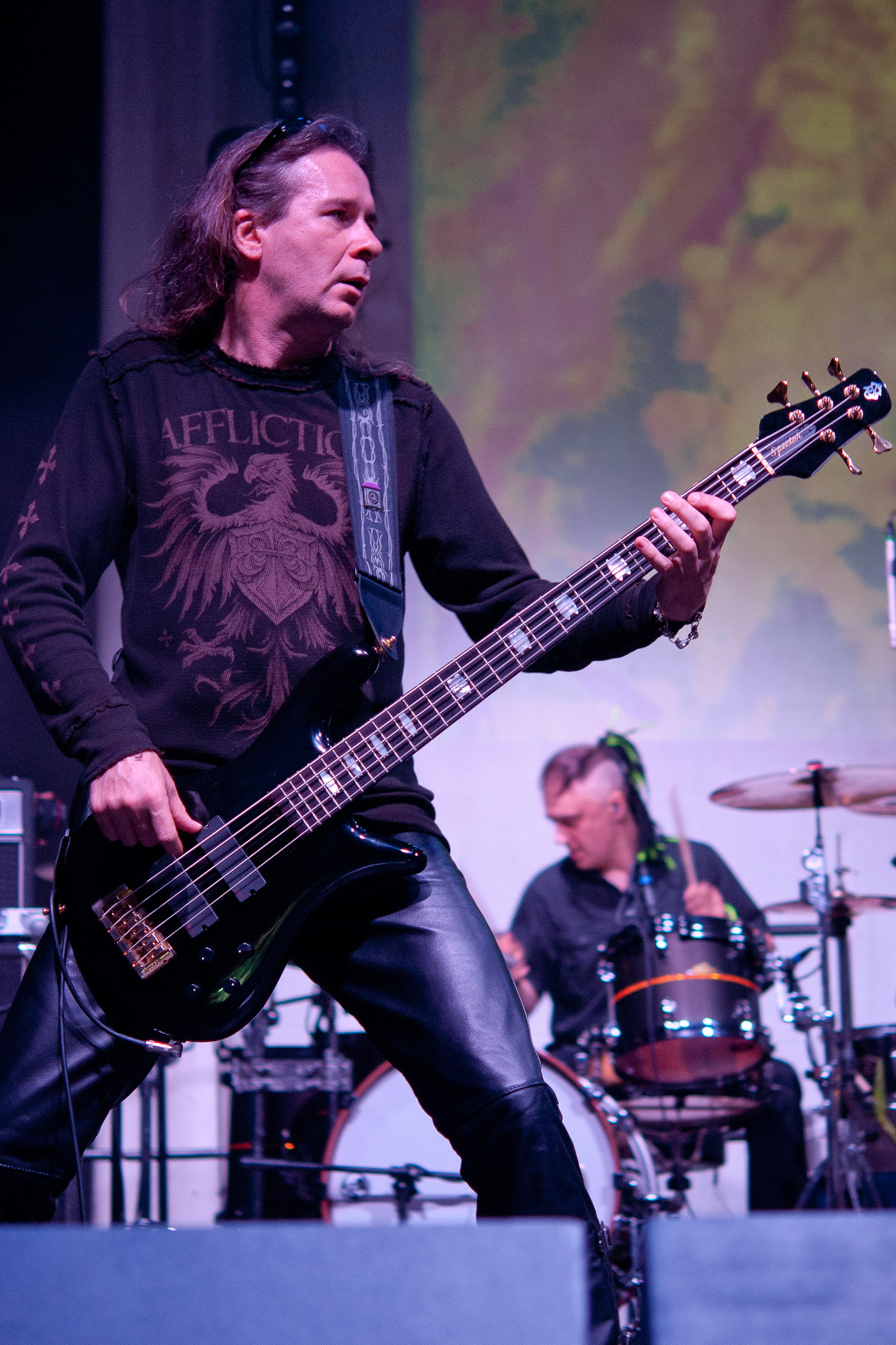
Krzysztof Najman, 2012

W 2002 zespół zagrał udane koncerty na festiwalach gotyckich w Wiedniu na Dark Nation Day i Budapeszcie podczas Gothic Night. W grudniu 2002 za namową wydawcy Orthodox nagrała angielskie wersje utworów z płyty Graphite, która ostatecznie ukazała się 10 lutego 2003 roku. W sierpniu tego samego roku ukazała się ponadto pierwsza płyta DVD zespołu zatytułowana ActIII – live 2003. Jest ona zapisem koncertu zrealizowanego 11 kwietnia 2003 roku w gmachu TV w Krakowie. Oprócz podstawowego koncertu na płycie ukazały się teledyski oraz fragmenty archiwalnych koncertów w starym składzie, teksty utworów oraz fotografie. W czerwcu grupa wyjechała do Niemiec i wzięła udział w lipskim festiwalu muzyki gotyckiej Wave-Gotik-Treffen.
Trzy miesiące później (16 września 2003) nakładem Metal Mind Records ukazał się siódmy album grupy pt. Nero, wydany w dwóch wersjach. Na jewel box znalazła się prezentacja multimedialna, teledysk do utworu „Poza granicą dotyku” i wersja tzw. „ciężka” utworu „Ktokolwiek wie”, zaś Digipack zawierał wersję tzw. „lżejszą” utworu „Ktokolwiek widział” oraz dodatkowo utwór „Grzech” w nowej aranżacji. Wydawnictwo było promowane jesienią podczas trasy koncertowej Dark Stars Festival. W marcu 2005 r. ukazała się angielska wersja Nero ponownie zmiksowana (w New Project Studio) z tekstami w przekładzie Krystiana Aparty.
Na przełomie sierpnia i września 2004 ukończone zostały zdjęcia do teledysku „Ktokolwiek wie/Ktokolwiek widział” i „Królowa”, zaś 25 października ukazał się drugi minialbum grupy pt. Reghina na którym znalazły się dwa nowe utwory, trzy covery i dwa remiksy utworu „Królowa”, a także dwa wspomniane teledyski oraz jeden z utworów z koncertowego DVD grupy („Podziemny krąg”).
W latach 2003 i 2004 Closterkeller był headlinerem dwóch edycji największej trasy metalowej w Polsce – Dark Stars Festival organizowanej przez Metal Mind. Od 2005 grupa zainicjowała coroczną, własną, dużą trasę koncertową Abracadabra Gothic Tour. Odbywa się ona zawsze w październiku i obejmuje ponad 20 koncertów w największych miastach kraju.
W roku 2006 nastąpiły kolejne zmiany personalne w Closterkeller. Odszedł Płuciennik na którego miejsce powrócił ponownie Krzysztof Najman. Zaś stanowisko gitarzysty objął Mariusz Kumala – bielski gitarzysta, znany do tej pory z zespołów Psychotropic Transcendental i Brain Story. Stanowisko perkusisty obsadził Janusz Jastrzębowski znany wcześniej z zespołów Carnal, Neolithic i Space Avenue.
W listopadzie 2008 ukazała się płyta DVD Act IV z zarejestrowanym występem zespołu na Przystanku Woodstock 2008. W tym samym roku zespół wystąpił też na Festiwalu Castle Party w Bolkowie. W 2009 roku zespół podpisał ponownie kontrakt z Universal Music Polska, co zaowocowało kolejnym albumem pt. Aurum, którego premiera miała miejsce na początku października 2009. Kilka utworów, które znalazły się na tym albumie można było usłyszeć na wcześniejszych koncertach zespołu, a jeden z nich pojawił się już na płycie DVD Act IV (Ogród półcieni). Materiał został nagrany w studio Izabelin a jego realizatorem i współproducentem jest Piotr Zygo. Trasa Abracadabra 2009 była zarazem trasą promocyjną nowego albumu. W lipcu 2011 roku zespół wszedł do studia aby zarejestrować materiał na nowy album, którego premiera miała miejsce 16 września 2011. Płyta nosi tytuł Bordeaux.
W 2013 roku z zespołu odszedł Janusz Jastrzębowski, zaś jego miejsce zastąpił perkusista Robert Kubajek. Pod koniec tego samego roku z zespołu odszedł gitarzysta Mariusz Kumala, tym samym nie pojawił się na akustycznym koncercie grupy w Krakowie, w klubie Alchemia. Następnie, na początku 2014 r. z Closterkeller odszedł Krzysztof Najman. Muzyków odpowiednio zastąpili: Aleksander „Olek” Gruszka – na gitarze basowej i Zuzanna „ZuZa” Jaśkowiak – na gitarze, jednocześnie współtworząca awangardowo-progresywny metalowy zespół z Dublina – MAHEENA (ex Hello Jackie).
31 stycznia 2014 r. w Krakowie w klubie Studio i 1 lutego w warszawskiej Progresji w składzie: Anja Orthodox, Michał „Rollo” Rollinger, „Olek” Gruszka, „Zuza” Jaśkowiak i Robert „Qba” Kubajek, zespół zagrał wspólnie z Fields of the Nephilim.
Pod koniec grudnia 2014 roku zespół opuszcza perkusista Robert „Qba” Kubajek, zaś jego miejsce zajmuje syn Anji Orthodox i Krzysztofa Najmana – Adam Najman, dotychczas grający w zespole Venflon. Kolejna zmiana personalna następuje w 2015 roku. Odchodzi z zespołu „Zuza” Jaśkowiak, do zespołu powraca gitarzysta, grający już w Closterkeller – Mariusz Kumala. W maju 2016 r. Kumala ponownie opuszcza zespół, stanowisko gitarzysty obejmuje Michał Jarominek. We wrześniu 2017 na rynku ukazał się dziesiąty album Viridian.
We wrześniu 2021 z zespołu odszedł Aleksander „Olo” Gruszka, który grał na gitarze basowej od 2013. Na jego miejsce powrócił po raz drugi Krzysztof Najman.

## Dyskografia
Albumy studyjne
- Purple (1990)
- Blue (1992)
- Violet (1993)
- Scarlet (1995)
- Cyan (1996)
- Graphite (1999)
- Nero (2003)
- Aurum (2009)
- Bordeaux (2011)
- Viridian (2017)
- Argento (zapowiedziany na 2025)

## Nagrody i wyróżnienia
| Rok  | Nagroda                                                    | Kategoria | Uwagi        | Źródło |
| ---- | ---------------------------------------------------------- | --- | ------------ | ------ |
| 1988 | Młodzieżowe Spotkania Muzyczne – Chojnów                   | Osobowość sceniczna (Anja Orthodox) | Wygrana      | [ 40 ] |
| 1988 | Przegląd „Ochota” – Warszawa                               | ogólna | Wygrana      | [ 40 ] |
| 1989 | Przegląd „Mokotowska Jesień Muzyczna” – Warszawa           | ogólna | Wygrana      | [ 40 ] |
| 1989 | Przegląd „Rock Pokoju” – Warszawa                          | ogólna | Wygrana      | [ 40 ] |
| 1989 | Przegląd „Rock pod Chełmcem” – Wałbrzych                   | ogólna | Wygrana      | [ 40 ] |
| 1989 | Jarocin Festiwal                                           | Nagroda jury | Wygrana      | [ 40 ] |
| 1989 | Jarocin Festiwal                                           | Nagroda publiczności | III miejsce  | [ 40 ] |
| 1989 | Jarocin Festiwal                                           | Nagroda dziennikarzy | Wygrana      | [ 41 ] |
| 1989 | Przegląd „Odjazdy” – Katowice                              | ogólna | Wygrana      |        |
| 1989 | Plebiscyt „Emka” (Magazyn Muzyczny)                        | Nowa twarz (Anja Orthodox) | 'Wygrana     |        |
| 1991 | Plebiscyt „Tylko Najlepsi” – (Tylko Rock)                  | Wokalistka roku (Anja Orthodox) | II miejsce   |        |
| 1992 | Plebiscyt „Tylko Najlepsi” – (Tylko Rock)                  | Wokalistka roku (Anja Orthodox) | III miejsce  |        |
| 1992 | Plebiscyt „Tylko Najlepsi” – (Tylko Rock)                  | Płyta roku (Blue) | V miejsce    |        |
| 1992 | Plebiscyt „Tylko Najlepsi” – (Tylko Rock)                  | Zespół roku | VII miejsce  |        |
| 1993 | Yach Film Festival                                         | Scenariusz („Agnieszka”) | Wygrana      |        |
| 1993 | Plebiscyt „Brum Top” – (Brum)                              | Wokalistka roku (Anja Orthodox) | II miejsce   |        |
| 1993 | Plebiscyt „Brum Top” – (Brum)                              | Autor roku (Anja Orthodox) | II miejsce   |        |
| 1993 | Plebiscyt „Brum Top” – (Brum)                              | Teledysk roku („Agnieszka”) | IV miejsce   |        |
| 1993 | Plebiscyt „Brum Top” – (Brum)                              | Teledysk roku („W moim kraju”) | VII miejsce  |        |
| 1993 | Plebiscyt „Brum Top” – (Brum)                              | Płyta roku (Violet) | VI miejsce   |        |
| 1993 | Plebiscyt Tygodnika Siedleckiego                           | Zespół roku | Wygrana      |        |
| 1994 | Plebiscyt „Tylko Najlepsi” – (Tylko Rock)                  | Wokalistka roku (Anja Orthodox) | V miejsce    |        |
| 1994 | Plebiscyt Tygodnika Siedleckiego                           | Zespół roku | Wygrana      |        |
| 1995 | Plebiscyt „Tylko Najlepsi” – (Tylko Rock)                  | Zespół roku | III miejsce  |        |
| 1995 | Plebiscyt „Tylko Najlepsi” – (Tylko Rock)                  | Wokalistka roku (Anja Orthodox) | V miejsce    |        |
| 1996 | Plebiscyt „Brum Top” – (Brum)                              | Wokalistka roku | VI miejsce   |        |
| 1996 | Plebiscyt „Brum Top” – (Brum)                              | Zespół roku | VIII miejsce |        |
| 1997 | Plebiscyt „Tylko Najlepsi” – (Tylko Rock)                  | Wokalistka roku (Anja Orthodox) | VII miejsce  |        |
| 1997 | Plebiscyt „Tylko Najlepsi” – (Tylko Rock)                  | Zespół roku | X miejsce    |        |
| 1998 | Plebiscyt „Tylko Najlepsi” – (Tylko Rock)                  | Wokalistka roku (Anja Orthodox) | VII miejsce  |        |
| 1999 | Złoty Bączek – plebiscyt publiczności Przystanku Woodstock | ogólna | Wygrana      |        |
| 1999 | Plebiscyt „Tylko Najlepsi” – (Tylko Rock)                  | Wokalistka roku (Anja Orthodox) | II miejsce   |        |
| 1999 | Plebiscyt „Tylko Najlepsi” – (Tylko Rock)                  | Płyta roku (Graphite) | III miejsce  |        |
| 1999 | Plebiscyt „Tylko Najlepsi” – (Tylko Rock)                  | Zespół roku | V miejsce    |        |
| 1999 | Plebiscyt „Tylko Najlepsi” – (Tylko Rock)                  | Przebój roku („Na krawędzi”) | VII miejsce  |        |
| 2001 | Tęczowy Laur                                               | ogólna („za odwagę w głoszonych poglądach i wsparcie udzielane inicjatywom służącym przełamywaniu nietolerancji i ograniczoności społeczeństwa”) | Laur         |        |
| 2003 | Plebiscyt „Teraz Najlepsi” – (Teraz Rock)                  | DVD roku (Act III) | Wygrana      |        |
| 2003 | Plebiscyt „Teraz Najlepsi” – (Teraz Rock)                  | Wokalistka roku (Anja Orthodox) | II miejsce   |        |
| 2003 | Podsumowanie rocku – (Metal Hammer)                        | Płyta roku (Nero) | II miejsce   |        |
| 2003 | Podsumowanie rocku – (Metal Hammer)                        | Przebój roku („Poza granicą dotyku”) | IV miejsce   |        |
| 2003 | Podsumowanie rocku – (Metal Hammer)                        | Zespół roku | IV miejsce   |        |
| 2003 | Podsumowanie rocku – (Metal Hammer)                        | Muzyk roku (Anja Orthodox) | V miejsce    |        |
| 2003 | Podsumowanie rocku – (Metal Hammer)                        | Osobowość roku (Anja Orthodox) | V miejsce    |        |
| 2004 | Plebiscyt „Teraz Najlepsi” – (Teraz Rock)                  | Wokalistka roku (Anja Orthodox) | IV miejsce   |        |
| 2005 | Plebiscyt „Teraz Najlepsi” – (Teraz Rock)                  | Wokalistka roku (Anja Orthodox) | VI miejsce   |        |
| 2005 | Podsumowanie rocku – (Metal Hammer)                        | Wokalistka roku (Anja Orthodox) | Wygrana      |        |
| 2005 | Podsumowanie rocku – (Metal Hammer)                        | Nadzieja | II miejsce   |        |
| 2005 | Podsumowanie rocku – (Metal Hammer)                        | Zespół roku | III miejsce  |        |
| 2009 | Plebiscyt „Teraz Najlepsi” – (Teraz Rock)                  | DVD roku (Act IV) | Wygrana      |        |
| 2009 | Plebiscyt „Teraz Najlepsi” – (Teraz Rock)                  | Wokalistka roku (Anja Orthodox) | II miejsce   |        |
| 2009 | Plebiscyt „Teraz Najlepsi” – (Teraz Rock)                  | Instrumentalista roku (Mariusz Kumala) | VIII miejsce |        |
| 2009 | Plebiscyt „Teraz Najlepsi” – (Teraz Rock)                  | Płyta roku (Aurum) | IX miejsce   |        |
| 2009 | Plebiscyt „Teraz Najlepsi” – (Teraz Rock)                  | Przebój roku („12 dni”) | IX miejsce   |        |
| 2009 | Plebiscyt „Teraz Najlepsi” – (Teraz Rock)                  | Zespół roku | IX miejsce   |        |
| 2009 | PAM London Awards 2009                                     | Album roku – rock/blues | Nominacja    |        |
| 2009 | PAM London Awards 2009                                     | Grupa roku | Nominacja    |        |
| 2011 | Fryderyki 2010                                             | Wydawnictwo Specjalne – Najlepsza Oprawa Graficzna (Aurum)                                                                                       | Nominacja    | [ 42 ] |
| 2011 | Podsumowanie roku, 2010 – (Metal Hammer)                   | Wokalistka roku (Anja Orthodox) | Wygrana      | [ 43 ] |
| 2011 | Podsumowanie roku, 2010 – (Metal Hammer)                   | Zespół roku | II miejsce   | [ 43 ] |
| 2011 | Podsumowanie roku, 2010 – (Metal Hammer)                   | Płyta roku (Aurum) | II miejsce   | [ 43 ] |
| 2011 | Podsumowanie roku, 2010 – (Metal Hammer)                   | Przebój roku („12 dni”) | III miejsce  | [ 43 ] |
| 2011 | Podsumowanie roku, 2010 – (Metal Hammer)                   | DVD roku (Act IV) | V miejsce    | [ 43 ] |
| 2012 | Podsumowanie roku, 2011 – (Metal Hammer)                   | Wokalistka roku (Anja Orthodox) | Wygrana      | [ 44 ] |